# Aホールディングス

NHN Japan時代のコーポレートロゴ

Aホールディングス株式会社（エイホールディングス、英: A Holdings Corporation）は、東京都港区に本社を置く日本のインターネット持株会社。ソフトバンクとネイバーの合弁会社。2021年3月1日、「Yahoo! JAPAN」と「LINE」の経営統合に伴い発足した。

## 概説
法人上のルーツは2000年、韓国最大のインターネットサービス会社であるNAVER Corporation（1999年設立）により、同社のオンラインゲームサイト「ハンゲーム」の日本運営法人として設立されたことに由来する。
2011年6月、同年3月11日の東日本大震災をきっかけに「LINE」を急ピッチで開発、誕生させる。震災の影響もあり、10年足らずで国内ユーザー数が8600万人と国内屈指の普及率を誇る（2018年時点でNAVERグループ全体の総資産のうち40.1％を、売上高のうち37.4％を占めた）。
2013年4月1日、法人名をLINE株式会社に改称。
2019年には、「Yahoo! JAPAN」を運営するヤフーとの経営統合を発表した（詳細は「Yahoo! JAPANとの経営統合」の項目を参照）。

## 歴史
参照：

### 2000年代
- 2000年（平成12年）9月4日 - 韓国最大のインターネット企業のNAVER Corporation（NAVER Corp.）の100%出資により、ハンゲームジャパン株式会社として設立。
- 2000年（平成12年）11月 - ハンゲーム日本版を正式リリース。
- 2003年（平成15年）8月 - 兄弟会社の初代ネイバージャパン[注釈 2]と合併、NHN Japan株式会社に商号変更[9]。
- 2004年（平成16年）7月 -「NAVERブログ」のサービスを開始（現在は終了）。
- 2005年（平成17年）6月 -「CURURU」のサービスを開始（現在は終了）。
- 2006年（平成18年）5月 -「アソブログ」のサービスを開始（後にサービス終了）。
- 2006年（平成18年）12月 - オンラインゲームの利用者ソフト制作を手掛けるマルチタームの全株式を取得[10]。
- 2007年（平成19年）1月 - ISMS認証（ISO/JISQ27001規格準拠）を取得[11]。
- 2007年（平成19年）6月 - 日本オンラインゲーム協会に入会。
- 2007年（平成19年）9月 - 品川区大崎に本社移転。
- 2007年（平成19年）11月 - 検索関連事業を行う子会社として、2代目ネイバージャパンを設立。
- 2008年（平成20年）2月 - 韓国メディアウェブ社との共同出資により、メディエーターを設立。
- 2008年（平成20年）3月 - ケータイハンゲームのサービスを終了。同月にハンゲ.jpのサービスを開始（現在は終了）。
- 2009年（平成21年）7月 - 子会社の2代目ネイバージャパンが、「NAVERまとめ」の提供を開始（2020年9月30日にサービス終了）。
- 2009年（平成21年）12月 - モバイルコンテンツ審査・運用監視機構のコミュニティサイト運用管理体制認定制度の審査に合格[12]。

### 2010年代
- 2010年（平成22年）1月 - ハイチ地震で被害を受けたハイチ共和国に義援金100万円を贈呈[広報 4]。
- 2010年（平成22年）5月10日 - ポータルサイト「livedoor」の運営を手掛ける3代目ライブドア（現：NHNテコラス）の全株式（取得額：63億円）を取得[13][14]。
- 2011年（平成23年）1月 - プロ野球チーム「オリックス・バファローズ」のユニフォームスポンサーとなり、ヘルメット・パンツ左にハンゲームのロゴマークを掲出。
- 2011年（平成23年）6月 - コミュニケーションアプリ「LINE」が誕生（前述）。
- 2012年（平成24年）1月 - NHN Japan、2代目ネイバージャパン、3代目ライブドアの3社が経営統合[15][16][17]。

| 1. NHN Japanが、3代目ライブドアのメディア事業を吸収。 3. 3代目ライブドアは、データホテルに商号変更。 |  | 2. NHN Japanが、2代目ネイバージャパンを吸収合併。 |

- 2012年（平成24年）7月3日 - 大手通信キャリアのKDDIと業務提携[18]。
- 2012年（平成24年）10月1日 - 渋谷区渋谷2丁目の渋谷ヒカリエに本社移転[19]。
- 2012年（平成24年）11月8日 - 他の大手ゲーム会社[注釈 3]などと共に、一般社団法人ソーシャルゲーム協会を設立[20]。LINE時代のコーポレートロゴ

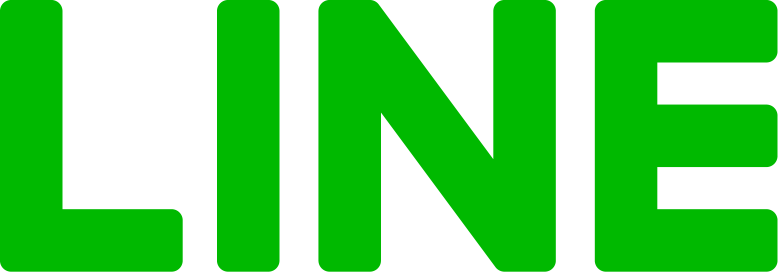
LINE時代のコーポレートロゴ

- 2013年（平成25年）2月26日 - フィンランドの大手通信機器メーカーのNokia Corporationとの戦略的業務提携[21][22]。
- 2013年（平成25年）2月 -「LINE」のグローバル展開を目的に、親会社のNAVER Corporationと共同でLINE Plus Corporationを設立（翌2014年9月付で完全子会社化）。
- 2013年（平成25年）3月28日 - 大手検索エンジンの初代ヤフー（後のZホールディングス）との業務提携に基本合意[広報 5]。
- 2013年（平成25年）4月1日 - 事業再編を実施のうえ、LINE株式会社に商号変更[23]。

| 1. NHN Japanのゲーム事業を、NHN JAPANとして分社化。 3. ジェイ・リスティングが、LINE Business Partnersに商号変更。 |  | 2. NHN JAPANの全株式を、親会社のNAVER Corp.に譲渡。 |

- 2013年（平成25年）11月7日 - フランスの大手通信キャリアのBouygues Telecomとのパートナー契約を締結[24]。
- 2013年（平成25年）11月14日 - インドネシアのKreon Mobile[注釈 4]と戦略的提携を締結[25]。
- 2013年（平成25年）11月 - 子会社として、LINE Fukuoka（現：LINEヤフーコミュニケーションズ）を設立。
- 2013年（平成25年）12月2日 - 結婚支援サイト「youbride」に関わる事業等を、MIXIに譲渡[26]。
- 2014年（平成26年）2月5日 - スペインの大手通信キャリアのTelefónica, S.A.とパートナーシップを締結[27]。
- 2014年（平成26年）4月1日 - 静岡大学との間で、小中学生向け情報モラル教材開発に関わる共同研究を開始[28]。
- 2014年（平成26年）5月 - タイ法人として、LINE Company (Thailand) Limitedを設立。
- 2014年（平成26年）6月10日 - 米国最大のCRMサービスのSalesforce, Inc.とパートナーシップを締結[29]。
- 2014年（平成26年）6月 - 台湾法人として、LINE Taiwan Limitedを設立。
- 2014年（平成26年）8月7日 - スマホゲーム開発運営のgumiと資本業務提携[30]。
- 2014年（平成26年）9月9日 - 投資ファンドとして、LINE Game Global Gatewayを設立[31]。
- 2014年（平成26年）9月30日 - データホテルの全株式を、NHN PlayArt（現：NHN JAPAN）に譲渡[32]。
- 2014年（平成26年）10月8日 - 大手出版社3社[注釈 5]との合弁会社として、LINE Book Distributionを設立[33]。
- 2014年（平成26年）10月31日 - グリーとの共同出資会社として、Epic Voyageを設立[34]。
- 2014年（平成26年）12月11日 - エイベックス・デジタル（現：エイベックス・ライヴ・クリエイティヴ）、ソニー・ミュージックエンタテインメントと共同で、LINE MUSICを設立[35]。
- 2014年（平成26年）12月 - 日本初となる公式キャラクターグッズショップ「LINE FRIENDS STORE」を原宿にオープン。
- 2015年（平成27年）2月2日 - インテリジェンスホールディングス（現：パーソルキャリア）と共同で、AUBEを設立[36]。
- 2015年（平成27年）2月4日 - 投資ファンドとして、LINE Life Global Gatewayを設立[37]。
- 2015年（平成27年）2月13日 - 韓国法人のLINE Plus Corp.とともに、国際連合児童基金とグローバルパートナーシップ契約を締結[38]。
- 2015年（平成27年）2月23日 - イーコンテクストと、ベリトランス（現：DGフィナンシャルテクノロジー）との業務提携に基本合意[広報 6]。
- 2015年（平成27年）3月3日 - Cybersource Corporation[注釈 6]との戦略的提携に基本合意[広報 7]。
- 2015年（平成27年）4月 - ソーシャルゲーム協会とコンピュータエンターテインメント協会が合併[39]。
- 2015年（平成27年）6月30日 - LINE MUSICの株式の一部を、ユニバーサル ミュージックに譲渡[40]。
- 2015年（平成27年）8月 - LongTu Koreaと共同で、Lantu Games Limitedを設立[広報 8]。
- 2015年（平成27年）10月2日 - インテルとの提携に合意[41]。
- 2015年（平成27年）11月11日 - スタートトゥデイ（現：ZOZO）と業務提携[42]。
- 2016年（平成28年）1月 - M.T.Burn[注釈 7]と資本業務提携[43]。
- 2016年（平成28年）1月 - インドネシア法人として、PT. LINE Plus Indonesiaを設立。
- 2016年（平成28年）2月26日 - 子会社として、LINEモバイルを設立。
- 2016年（平成28年）4月1日 - LINE公式キャラクターのライセンス管理業務を、委託先の小学館集英社プロダクションから吸収[44]。
- 2016年（平成28年）7月14日 - ニューヨーク証券取引所（ティッカーシンボル：LN）に上場[広報 9]。
- 2016年（平成28年）7月15日 - 東証第一部市場（証券コード：3938）に上場[45]。
- 2016年（平成28年）8月3日 - 渋谷区と、シブヤ・ソーシャル・アクション・パートナー協定を締結[46]。
- 2016年（平成28年）10月12日 - 兄弟会社のワークスモバイルジャパンと事業提携契約を締結[47]。
- 2016年（平成28年）10月 - 兄弟会社のSnow Corporationの第三者割当増資を引受け、同社株式25.0％を取得[48]。
- 2017年（平成29年）4月1日 - 新宿区新宿4丁目のJR新宿ミライナタワーに本社移転[49]。
- 2017年（平成29年）4月19日 - 富士ゼロックス（現：富士フイルムビジネスイノベーション）との協業提携契約を締結[広報 10]。
- 2017年（平成29年）5月1日 - 連結子会社のLINE Plus Corporationのカメラアプリケーション事業を、Snow Corporationに譲渡[50]。
- 2017年（平成29年）5月 - トランスコスモスと共同で、transcosmos online communicationsを設立[51]。
- 2017年（平成29年）6月14日 - 連結子会社として、LINE GAMESを設立[52]。
- 2017年（平成29年）6月15日 - 大手自動車メーカーのトヨタ自動車との協業で基本合意[53]。
- 2017年（平成29年）6月15日 - 大手総合商社の伊藤忠商事と、大手コンビニエンスストアのファミリーマートの両社と業務提携[54]。
- 2017年（平成29年）9月1日 - LINE Friends Store事業を、LINE Friends Japanとして分社化[55]。
- 2017年（平成29年）11月8日 - NAVERまとめ事業を、ネクストライブラリとして分社化[56]。
- 2017年（平成29年）11月 - 連結子会社のLINE Payが、LINE Business Partnersを吸収合併[広報 11]。
- 2017年（平成29年）11月 - アミューズ、テイパーズと共同で、LINE TICKETを設立[57]。併せて、バンダイナムコライブクリエイティブ、エンジンと資本業務提携。
- 2017年（平成29年）12月 - スマホ向け動画配信プラットフォームのファイブの全株式を取得[58]。
- 2018年（平成30年）1月5日 - シェアバイク事業のモバイク・ジャパンと資本業務提携[59]。
- 2018年（平成30年）1月10日 - 金融事業の統括会社として、LINE Financialを設立[60]。
- 2018年（平成30年）1月15日 - 大阪市北区梅田2丁目の桜橋御幸ビルに、大阪オフィスを開設[61]。
- 2018年（平成30年）1月 - FOLIOと資本業務提携[62]。
- 2018年（平成30年）4月2日 - 大手通信キャリアのソフトバンクが、LINEモバイルの第三者割当増資を引受け[63]。
- 2018年（平成30年）4月16日 - 大手求人情報サイトのエン・ジャパンと共同で、LENSAを設立[64]。
- 2018年（平成30年）6月1日 - 開発子会社として、LINE Growth Technologyを設立[65]。
- 2018年（平成30年）7月2日 - LINEコミックス（LINEマンガ）事業を、LINE Digital Frontierとして分社化[66]。
- 2018年（平成30年）8月1日 - 総合旅行情報メディアのベンチャーリパブリックと資本業務提携[67]。
- 2018年（平成30年）9月 - グローバル金融統括会社として、LINE Financial Asia Corporation Limitedを設立。
- 2018年（平成30年）12月5日 - 世界最大の喫茶店チェーンのスターバックスコーヒージャパンとの包括的業務提携を締結[68]。
- 2018年（平成30年）12月10日 - 京都市との包括連携協定を締結[69]。
- 2018年（平成30年）12月12日 -「渋谷公会堂」[注釈 8]の命名権を取得[70]。
- 2018年（平成30年）12月18日 - CyberACE[注釈 9]、GMOアドパートナーズ（現：GMOインターネット）、ソウルドアウト[注釈 10]との戦略的パートナーシップ契約を締結[71]。
- 2018年（平成30年）12月 - タイの大手商業銀行のKasikorn Bank PCLと共同で、KASIKORN LINEを設立[72]。
- 2019年（平成31年）1月4日 - ソニーグループ系で大手医療関連ネットサービスのエムスリーと共同で、LINEヘルスケアを設立[73]。
- 2019年（平成31年）1月10日 - 連結子会社のLINE Payが広告・観光業のデイリー・インフォメーション北海道（現：イースト・デイリー）と共同で、LINE Pay北海道を設立[74]。
- 2019年（平成31年）1月16日 - 連結子会社のLINE Financialが、国内最大の証券会社の野村ホールディングスと共同で、LINE証券設立準備会社（2018年6月1日設立）に資本参加[広報 12]。
- 2019年（令和元年）5月27日 - 連結子会社のLINE Financialがメガバンクの一社のみずほ銀行と共同で、LINE Bank設立準備を設立[75]。
- 2019年（令和元年）6月24日 - 連結子会社のLINE証券（旧商号のLINE証券設立準備会社より変更）が、第一種金融商品取引業の登録完了[76]。
- 2019年（令和元年）6月27日 - 国内最大手の衛星通信事業者のスカパーJSAT、大手総合商社の伊藤忠商事との協業に基本合意[77]。
- 2019年（令和元年）6月27日 - 国内最大手の法律ポータルサイトの弁護士ドットコムと業務提携を締結[78]。
- 2019年（令和元年）9月 - IBJ系のブライダルサービスのDiverseと共同で、HOPを設立[79]。
- 2019年（令和元年）11月25日 - 連結子会社のLINEバイトを吸収合併[80]。
- 2019年（令和元年）12月20日 - 一般財団法人LINEみらい財団を設立[81]。

### 2020年代
- 2020年（令和2年）1月9日 - 大手YouTuber事務所のUUUMとの業務提携[82]。
- 2020年（令和2年）3月 - 大手デリバリーサービスの出前館との資本業務提携[83]。
- 2020年（令和2年）8月14日 - Global Network Initiative（英語版）に正式加盟[84]。
- 2020年（令和2年）12月28日 - ニューヨーク証券取引所より上場廃止[85]。
- 2020年（令和2年）12月29日 - 東証第一部市場より上場廃止[85]。

## Yahoo! JAPANとの経営統合

### 統合のスキーム
2019年11月18日、ヤフージャパン、Zホールディングス（ZHD）と経営統合に関わる基本合意を締結。
2019年12月18日、ソフトバンクがZホールディングスの保有分全株式を、汐留Zホールディングスに譲渡。
2019年12月23日、ヤフージャパン、LINE、ソフトバンク、NAVER Corporationの4社間で経営統合の最終合意を締結。
2021年1月21日、LINEが、ZHDに対するTOBを実施。
2021年2月18日、LINEのZHDに対するTOBが成立、LINEがZHDを子会社化。
2021年3月1日、ヤフージャパン、ZHDと経営統合を実施。新生・Zホールディングスが誕生。
| 1. 汐留ZHDとNAVER Corporationが、初代LINEを非公開化。 3. 初代LINEの事業を、2代目LINEとして分社化。 5. 初代LINEはZHDの持株会社として、Aホールディングス株式会社に商号変更。 |  | 2. 初代LINEが、汐留Zホールディングスを吸収合併。 4. 2代目LINEの全株式を、ZHDに譲渡。 6. AHDを、ソフトバンクとNAVER Corporationの折半出資会社に移行。 |

これにより、事業を承継した2代目LINEは新生・ZHDの子会社として、同一企業グループに組み込まれる形となる。またソフトバンクとNAVER Corporationは、AHDを「戦略的持株会社」と位置づけ、新生・ZHDに経営管理機能を集約し「Yahoo! JAPAN」や「LINE」など、各事業会社が経営を執行するものとした。

### Aホールディングスの運営
ソフトバンクとNAVER Corporationによる合弁契約では、AHDの運営に関して以下の事項が規定されている。
- 取締役の員数を5名（うちソフトバンクが3名、NAVER Corporationが他の2名をそれぞれ指名する）、代表取締役は2名とし、ソフトバンクとNAVER Corporationが1名ずつ指名する
- 監査役の員数を2名とし、ソフトバンクとNAVER Corporationが1名ずつ指名する
- NAVER CorporationはソフトバンクのAHDに対する議決権の保有割合が50％以上であることを条件に、ソフトバンクがAHDを連結対象とすることに同意する。

## 関連会社
連結子会社
- LINEヤフー